# Gérard Meys
Gérard Meys, né le 21 septembre 1936 à Paris 10e, est un éditeur musical français.
Il est connu pour être l'éditeur d'artistes majeurs de la chanson française, parmi lesquels on retrouve Jacques Brel, Juliette Gréco, Jean Ferrat et Isabelle Aubret.

## Biographie
Né dans le 10e arrondissement de Paris, il est élevé par sa mère d'origine polonaise. Il travaille dès l'âge de 16 ans comme coursier chez Warner Bros. Il montre des poèmes à Boris Vian, qui le présente à Jacques Canetti, directeur artistique chez Philips.
C'est d'ailleurs chez Philips qu'il travaille quand il découvre les chansons de Jean Ferrat. Comme la maison de disques refuse de produire Ferrat (tout comme Pathé Marconi), Meys décide de le produire lui-même en tant qu'indépendant. Il crée alors les productions Meys en 1960, puis les productions Alleluia en 1965. Après avoir lancé la carrière de Jean Ferrat, il contribue au développement de celle d'Isabelle Aubret, avec laquelle il partage sa vie.
Il est légataire du droit moral de Jean Ferrat. Il a produit en collaboration avec Marc Lavoine l'album hommage Des airs de liberté sorti chez Sony-Music en 2015.